# Svazek obcí Modré Hory
Svazek obcí Modré Hory je svazek obcí v okresu Břeclav, jeho sídlem jsou Velké Pavlovice a jeho cílem je regionální rozvoj obecně. Sdružuje celkem 5 obcí a byl založen v roce 2008. Region je turisticky velmi zajímavý, zejména díky vinařské turistice a vinařskému označení VOC MODRÉ HORY. VOC Modré hory je prvním VOC v České republice, které vyrábí VOC vína pouze z modrých odrůd révy vinné. Vinaři regionu pečlivě a dlouho vybírali a zvolili z těch nejtradičnějších, momentálně nejpěstovanějších a nejpříhodnějších pro svůj region tři: Frankovku, Svatovavřinecké a Modrý Portugal. V regionu je i mnoho turisticky zajímavých míst a památek. Jde například o Vinné sklepy Františka Lotrinského a rozhlednu Slunečná ve Velkých Pavlovicích, recesistickou republiku Kraví Hora a rozhlednu Kraví hora v Bořeticích, rozhlednu Stezka nad vinohrady a vinné sklepy Suchořádská zmola v Kobylí a vinné sklepy ve Vrbici. V Němčičkách stojí kaple sv. Antonína Paduánského, která je dominantou obce i celého kraje. Bývá často ozdobou různých publikací a kalendářů s vinařskou tematikou.
Krajem Modrý Hor prochází i několik cyklotras, např.: Moravská vinná stezka, Velkopavlovická vinařská stezka, Modrohorská, Stezka krajem André a Cyklotrasa LVA-Slavkovské bojiště. 

## Obce sdružené v mikroregionu
- Bořetice
- Kobylí
- Němčičky
- Velké Pavlovice
- Vrbice